# سازمان هواپیمایی کشوری
سازمان هواپیمایی کشوری یک سازمان دولتی زیرمجموعه وزارت راه و شهرسازی است، که وظیفهٔ تنظیم هوانوردی کشوری (غیرنظامی) را با تأکید بر ایمنی، امنیت، سیاست‌گذاری، برنامه‌ریزی، تدوین آیین‌نامه‌ها و شیوه نامه‌ها، انتخاب و ساماندهی ناوگان هوایی کشور، ساخت و گسترش فرودگاه‌های کشور و عقد قراردادهای بین‌المللی در امور حمل‌ونقل هوایی بر عهده دارد و به عنوان طرف ایرانی ایکائو، شناخته می‌شود.

## تاریخچه
در سال ۱۳۱۸ هجری شمسی، طبق دستور رضا شاه پهلوی، باشگاهی ملی برای هوانوردی تأسیس شد که هزینه آن را مردم تأمین می‌کردند. رئیس هیئت مدیره باشگاه قوام‌الملک شیرازی، مدیرعامل آن عبدالله یاسایی و نایب رئیس هیئت مدیره شوکت‌الملک علم (وزیر پست و تلگراف) بودند و دیگر اعضای آن عبارت بودند از: علی‌اصغر حکمت (وزیر کشور)، صدیق اعلم (رئیس فرهنگستان ایران) سهام‌السلطان بیات (نایب رئیس مجلس شورای ملی)، عباس مسعودی (نماینده مجلس و مدیر روزنامه اطلاعات)، سرتیپ احمد نخجوان (سرپرست وزارت جنگ) و سرتیپ احمد خسروانی.
با پولی که مستقیماً از مردم جمع‌آوری شد، ۲۵ فروند هواپیما از آمریکا به بهای مجموعاً ۱۲۸۱۵۱ دلار و وسائل و تجهیزات لازم برای فرودگاه و قطعات یدکی به بهای ۳۶۵۴۷۳۱ ریال خریداری شد. زمین کنونی فرودگاه مهرآباد به مساحت یک میلیون و چهارصد هزار متر مربع، انتخاب و با هزینه پنج هزار و ششصد تومان تسطیح شد.
حدود هزار نفر برای آموزش خلبانی ثبت‌نام کردند که از میان آن‌ها چهارصد نفر در پرواز همراه با خلبان شرکت کردند و تا سال ۱۳۲۰، بیست و شش نفر آموزش دیدند و توانستند به صورت مستقل پرواز کنند. اشغال ایران در شهریور ۱۳۲۰ توسط متفقین، روند کار باشگاه را متوقف کرد. تا آذر ۱۳۲۰، ۲۷۶۸۸۴۵۲ ریال از ایرانیان داخل و ۵۷۵۳۴۸ ریال از ایرانیان خارج از کشور برای راه‌اندازی باشگاه هواپیمایی پرداخت شده بود. آموزشگاه و آسایشگاه خلبانی در فرودگاه مهرآباد در حال ساخت بود و تا آذر ۱۳۲۰، ۲۸۴ هزار و سیصد تومان هزینه برداشته بود.
در پایان سال ۱۳۲۱، باشگاه هواپیمایی دوازده خلبان و هجده مکانیسین داشت و آموزشگاه خلبانی‌اش با دوازده هواپیمای آموزشی برقرار بود. دوازده هواپیمای دیگر این آموزشگاه در همان زمان به وزارت پست و تلگراف فروخته شد.
در سال ۱۳۲۶، اداره کل هواپیمایی کشوری تأسیس شد. این اداره ابتدا با دو کارمند، کار خود را در اتاقی در طبقه پایین ساختمان شمس‌العماره آغاز کرد و سال بعد با بودجه‌ای بالغ بر سیصد هزار تومان به فرودگاه مهرآباد انتقال یافت.
اداره کل هواپیمایی کشوری در آغاز از متخصصان خارجی و افسران نیروی هوائی ارتش شاهنشاهی استفاده می‌کرد. در سال ۱۳۲۸، قانون تشکیل اداره کل هواپیمایی کشوری به تصویب مجلس شورای ملی رسید و این اداره رسماً زیر مجموعه وزارت راه شد. در سال ۱۳۳۱، آموزشگاه‌های مخابرات و دیدبانی هواشناسی (با ۳۰ دانشجو)، رادیو تکنیسین (با ۳۰ دانشجو)، رادیو مکانیسین (با ۲۰ دانشجو) و آموزشگاه عالی پیش‌بینی هواشناسی (با ۹ دانشجو) تأسیس شد و آموزشگاه ناوبری و خلبانی (با ۹ دانشجو) در حال تأسیس بود.
سال ۱۳۵۳ اداره کل هواپیمایی کشوری با عنوان «سازمان هواپیمایی کشوری» زیر پوشش وزارت جنگ رفت و پس از انقلاب ۱۳۵۷ با تصویب شورای انقلاب به وزارت راه و ترابری ملحق شد.

## ساختار سازمانی[۶]
- سازمان هواپیمایی کشوری دارای سه معاونت و پنج دفتر مستقل می‌باشد:
  - معاونت استاندارد پرواز شامل: دفتر صلاحیت پرواز، دفتر عملیات پرواز و دفتر گواهینامه‌های پرسنل هوانوردی
  - معاونت هوانوردی و امور بین‌الملل شامل: دفتر نظارت بر عملیات هوانوردی، دفتر امور حقوقی و بین‌الملل، دفتر نظارت بر فرودگاه‌ها شرکتها و موسسات هوانوردی
  - معاونت توسعه مدیریت و منابع شامل: دفتر برنامه‌ریزی، تشکیلات و بودجه، اداره کل امور کارکنان و پشتیبانی، اداره کل امور مالی و ذیحسابی و دفتر فناوری اطلاعات و بررسی‌های آماری
  - دفتر ایمنی
  - دفتر ارزیابی عملکرد و تضمین کیفیت
  - دفتر بررسی سوانح و حوادث هوایی
  - دفتر ریاست و روابط عمومی
  - دفتر حراست

## شرح وظایف سازمان هواپیمایی کشوری
سازمان هواپیمایی کشوری دارای وظایف مصوب ذیل است:
- سیاستگذاری و برنامه‌ریزی و تعیین خط مشی‌های فن، اقتصادی، بازرگانی بین‌المللی حمل و نقل هوایی کشور.
- سیاستگذاری و برنامه‌ریزی در مورد نوع، تعدد جایگاه دستگاه‌های ناوبری و کمک ناوبری و ارتباطی در فرودگاه‌ها و نظارت بر عملکرد فرودگاه‌ها
- سیاستگذاری و برنامه‌ریزی در زمینه آموزش و تربیت پرسنل متخصص هواپیمایی برای کلیه موسسات هواپیمایی
- سیاستگذاری و برنامه‌ریزی در امور مخابراتی و صدور دستورالعمل‌های مربوط به امور مخابرات و مبادله پیام‌ها و دستگاه‌های مورد نیاز در فرودگاه‌ها
- برنامه‌ریزی در خصوص برقراری سیستم‌های برق اضطراری و روشنایی باندها و نظارت بر نصب و بهره‌برداری صحیح از سیستم‌ها و تجهیزات مربوطه
- صدور دستورالعمل‌های مورد نیاز در امور امنیتی زمینی، آتش‌نشانی و آموزشی پرسنل و نظارت بر حسن اجرای آن
- تدوین استاندارد پرواز، نظارت بر شرکت‌های هواپیمایی از نظر تأیید صلاحیت و رعایت نکات و استانداردهای ایمنی و صدور گواهینامه‌ها و تدوین و تنظیم مقررات مربوطه
- تنظیم و تدوین مقررات و دستورالعمل‌های مربوط به کنترل فضای کشور و صدور اجازه پرواز و جلوگیری از آن و نظارت بر واحدهای مراقبت پرواز فرودگاه‌ها
- تأیید انواع هواپیماهایی که می‌توانند در ایران به فعالیت حمل و نقل هوایی بپردازند
- تهیه طرح موافقتنامه‌ها و قراردادهای بین‌المللی و مبادله آنها
- تهیه و تدوین دستورالعملهای امنیتی، حفاظتی با رعایت مقررات و استانداردهای بین‌المللی و داخلی مربوطه و نظارت بر اعمال آنها
- عضویت و ارتباط با سازمان بین‌المللی هواپیمایی کشوری (ICAO) و سایر سازمان‌های جهانی ذی‌ربط با رعایت مقررات مربوطه
- بررسی سوانح و حوادث هواپیمایی و اعمال مجازات‌های لازمه طبق مقررات مربوطه
- بررسی و ارائه طرح‌های فرودگاهی و نظارت بر رعایت استانداردهای بین‌المللی مربوطه
- تأیید صلاحیت فنی و تخصصی مدیران و مسئولین عملیاتی فرودگاه‌های کشور قبل از انتصاب آنان توسط مدیرعامل شرکت فرودگاه‌های کشور
- انجام امور برنامه‌ریزی، امور اداری و مالی و حقوقی و ارزشیابی و سایر خدمات مدیریتی و پشتیبانی سازمان و پرسنل مربوطه
- صدور، تمدید، تعلیق و لغو مجوز تأسیس دفاتر خدمات مسافرت هوایی
- نظارت و ارزیابی مستمر نحوه فعالیت دفاتر خدمات مسافرت هوایی
- آموزش توجیهی و تخصصی مدیران فنی دفاتر خدمات مسافرت هوایی و برگزاری آزمون تخصصی مربوط

## رؤسای سازمان
۱. احمد شفیق (۱۳۲۸-شهریور ۱۳۳۲)
۲. عیسی اوشتوداخ (شهریور ۱۳۳۲-مهر ۱۳۳۶)
۳. ابوالقاسم هوشنگ اربابی (مهر ۱۳۳۶-آبان ۱۳۵۵)
۴. مهدی حاج منیری (آبان ۱۳۵۵-دی ۱۳۵۷)
۵. اکبر اسدالله خان والی (اسفند ۱۳۵۷-اسفند ۱۳۵۸)
۶. امیربهمن باقری (اسفند ۱۳۵۸-مهر ۱۳۵۹)
۷. کاظم صمدیان (مهر ۱۳۵۹-دی ۱۳۶۰)
۸. علی‌محمد نوریان (دی ۱۳۶۰- تیر ۱۳۶۲)
۹. حسن شفتی (تیر ۱۳۶۲-شهریور ۱۳۶۳)
۱۰. مهدی فراشاهی (شهریور ۱۳۶۳-دی ۱۳۶۴)
۱۱. محمدجواد رعنایی‌فر (دی ۱۳۶۴-فروردین ۱۳۶۸)
۱۲. محمدنبی حبیبی (فروردین ۱۳۶۸-آبان ۱۳۶۸)
۱۳. علی‌محمد نوریان (آبان ۱۳۶۸-آذر ۱۳۷۱)
۱۴. محمد بنی نجاریان (آذر ۱۳۷۱-شهریور ۱۳۷۳)
۱۵. علی شاهچراغی (شهریور ۱۳۷۳-شهریور ۱۳۷۷)
۱۶. اصلان کاظم‌پور (شهریور ۱۳۷۷-دی ۱۳۷۷)
۱۷. بهزاد مظاهری (دی ۱۳۷۷-اسفند ۱۳۸۰)
۱۸. اصغر کتابچی (اسفند ۱۳۸۰-اردیبهشت ۱۳۸۱)
۱۹. روح‌الدین ابوطالبی (اردیبهشت ۱۳۸۱-مهر ۱۳۸۱)
۲۰. حسن حاجعلی فرد (مهر ۱۳۸۱-آبان ۱۳۸۳)
۲۱. نورالله رضایی نیارکی (آبان ۱۳۸۳-دی ۱۳۸۵)
۲۲. حسین خانلری (دی ۱۳۸۵-تیر ۱۳۸۸)
۲۳. محمدعلی ایلخانی (تیر ۱۳۸۸-مهر ۱۳۸۸)
۲۴. رضا نخجوانی (مهر ۱۳۸۸-اردیبهشت ۱۳۹۱)
۲۵. حمیدرضا پهلوانی (اردیبهشت ۱۳۹۱-آبان ۱۳۹۲)
۲۶. علیرضا جهانگیریان (آبان ۱۳۹۲-تیر ۱۳۹۴)
۲۷. محمد خداکرمی (تیر ۱۳۹۴-مرداد ۱۳۹۴)
۲۸. علی عابدزاده (۲۶ مرداد ۱۳۹۴–۱۵ مرداد ۱۳۹۹)
۲۹. تورج دهقانی زنگنه (۱۵ مرداد ۱۳۹۹–۱۶ تیر ۱۴۰۰)
۳۰. سیاوش امیرمکری (سرپرست ۱۶ تیر-۹ آبان ۱۴۰۰)
۳۱. محمد محمدی‌بخش (۹ آبان ۱۴۰۰-۴ مهر ۱۴۰۳)
۳۲. حسین پورفرزانه (از ۴ مهر ۱۴۰۳ تاکنون‌)